# 드라맥스
드라맥스(Dramax)는 대한민국의 채널 이용 사업자인 iHQ가 운영하는 유료 방송 채널이며 당초 영화채널 월드시네마네트워크(WCN)로 출범했으나 2004년 10월 4일부터 시리즈전문채널 시리즈TV로 변경했고 2006년 12월 12일부터 드라마ㆍ버라이어티쇼 전문채널 드라맥스로 새롭게 출범했다가 2022년 2월 21일부터 해당 채널로 변경했다. 
주로 드라마와 버라이어티 쇼를 위주로 편성되는데 자체제작 드라마를 편성하기도 한다. 또한 슬로건은 드라마처럼이다.
2024년 1월 15일, 드라맥스로 채널명이 재변경된다.
2024년 8월에 드라맥스는 국내 드라마에도 한글 자막 서비스를 도입하여 시청으로 제공한다. 오는 21일 방영되는 'DNA 러버' 시작으로 '열혈사제', '지옥에서 온 판사' 등 많은 장르물 중심으로 한글 자막을 적용했다.

## 같이 보기
- 코미디TV